# Central City (Kentucky)
Central City ist eine Stadt im Muhlenberg County im US-Bundesstaat Kentucky. Das U.S. Census Bureau hat bei der Volkszählung 2020 eine Einwohnerzahl von 5819 ermittelt.
Central City liegt am Green River und wurde 1826 als Morehead's Horse Mill gegründet. 1873 wurde die Siedlung in die Gemeinde Stroud City integriert. Nachdem die Owensboro and Russellville Railroad ihr Bahnstrecke gebaut hatte, gab es eine Umbenennung in Owensboro Junction. Seit 1882 hat die Stadt ihren heutigen Namen.
Etwa drei Kilometer östlich von Central City lag im 20. Jahrhundert die Siedlung Brownie, eine Wohnstadt von Bergleuten. Hier wurde 1937 Don Everly, einer der Everly Brothers geboren. Am Labor Day 1988 gaben die Brüder in ihrer Heimatstadt ein Homecoming-Konzert. Aus diesem Anlass wurde die Chestnut Street in Everly Brothers Boulevard umbenannt. In der Stadtmitte steht das Everly Brothers Monument, dessen Inschrift an das Konzert von 1988 erinnert: „Von Brownie nach Iowa, nach Knoxville, nach Nashville, nach Hollywood, nach England, und rund um die Welt haben Don und Phil die Musik Kentuckys mitgenommen, wie von ihren Eltern gelehrt, und nun bringen sie sie zurück nach Central City“.